# Житарев, Василий Георгиевич
Васи́лий Гео́ргиевич Жи́тарев (1 [13] января 1891, Москва, Российская империя — 13 апреля 1961, там же) — российский и советский футболист, нападающий. Отличник физической культуры (1955).

## Биография
Воспитанник московской команды Кружок футболистов «Сокольники». Считался одним из лучших нападающих российского футбола первых двух десятилетий XX века. Был быстрым, техничным игроком. Выступал на позиции левого полусреднего и левого края, имел сильный удар с обеих ног. Первый капитан московского «Динамо» (сыграл в трех первых для команды сезонах — 21 официальная игра, 10 мячей).
В составе сборной России провёл 8 матчей, забил четыре гола. Участник Олимпийских игр 1912 года.
По окончании игровой карьеры в 1925—1926 годах занимал должность директора первого стадиона «Динамо» в Орлово-Давыдовском переулке. Затем до 1956 года работал директором и работником многих московских стадионов и спортсооружений (в том числе стадиона ГЦОЛИФК в 1953—1956 гг.).

## Достижения
сборная Российской империи
- Участник Олимпийских игр 1912

сборная Москвы
- Полуфиналист Чемпионата Российской империи 1913
- Победитель Второй Всероссийской спортивной олимпиады 1914
- Чемпион РСФСР (1): 1920